# Goodenia stobbsiana
Goodenia stobbsiana är en tvåhjärtbladig växtart som beskrevs av Ferdinand von Mueller. Goodenia stobbsiana ingår i släktet Goodenia och familjen Goodeniaceae. Inga underarter finns listade i Catalogue of Life.